# Bob Nolan
Pour les articles homonymes, voir Nolan.
Bob Nolan, pour l'état civil Robert Clarence Nobles, né le 13 avril 1908 à Winnipeg (Canada) et décédé le 16 juin 1980 à Newport Beach (Californie), était un chanteur et compositeur de musique country et un acteur canadien.
Il est l'un des membres fondateurs du célèbre groupe country The Sons of the Pioneers.
Il compose plusieurs classiques country, notamment Cool Water, repris notamment par Hank Williams, et Tumbling Tumbleweeds.

## Biographie
En 1919, à 11 ans, Bob Nolan rejoint Boston (Massachusetts), puis Tucson (Arizona) deux ans plus tard.
Il se marie une première fois à 20 ans avec Tennie Pearl Fields, 16 ans, qui lui donne une fille Roberta.
Bob Nolan commence à écrire des chansons, puis rejoint comme chanteur un groupe local, The Rocky Mountaineers. En 1934, il fonde The Sons of the Pioneers, avec Roy Rogers et Tim Spencer. Le groupe devient vite populaire et publie plusieurs enregistrements qui connaissent le succès. Entre autres, ils enregistrent en 1947 le titre Cigarettes, whisky and wild women, écrit et composé par Tim Spencer. La chanson est ensuite traduite en français sous le titre  Cigarettes, whisky et p'tites pépées et connaît une grande popularité ; plusieurs interprètes l'ont enregistrée, comme Philippe Clay, Annie Cordy, Guy Marchand, Eddie Constantine, Gilles Dreu, Claude Carrère, Buzy ou Lucky Blondo. En 1959 sort un film français au même titre, Cigarettes, Whisky et P'tites Pépées, réalisé par Maurice Régamey, dans lequel Annie Cordy interprète la chanson-titre.
Parallèlement, Bob Nolan entame au cinéma, dès 1935, une carrière d'acteur, d'abord avec The Sons of the Pioneers, et aussi en solo. Il tourne jusqu'en 1948, apparaissant finalement dans 88 films, principalement des westerns.
En juin 1942, à 34 ans, Bob Nolan épouse Clara Brown.
Il arrête de se produire sur scène en 1949 et ne se consacre plus dès lors qu'à l'écriture de chansons, où il excelle.
Il meurt d'une crise cardiaque à 72 ans.

## Filmographie
- 1942 : The Sons of the Pioneers (en)
- 1945 : Bells of Rosarita de Frank McDonald